# Dolní Loučky
Dolní Loučky (en allemand : Unter Loutschka, précédemment Unter Lauczka) est une commune du district de Brno-Campagne, dans la région de Moravie-du-Sud, en République tchèque. Sa population s'élevait à 1 269 habitants en 2020.

## Géographie
Dolní Loučky est arrosée par la Bobrůvka, qui y reçoit les eaux de la Libochůvka, et se trouve au pied des monts de Bohême-Moravie, à 5 km à l'ouest-nord-ouest de Tišnov, à 26 km au nord-ouest de Brno et à 160 km au sud-est de Prague.
La commune est limitée par Horní Loučky au nord-ouest, par Kaly au nord, par Štěpánovice et Předklášteří à l'est, par Nelepeč-Žernůvka, Úsuší et Deblín au sud, et par Kuřimské Jestřabí et Újezd u Tišnova à l'ouest.

## Histoire
Le village a été construit dans la seconde moitié du XIIIe siècle près du château de Lúčka, qui existait auparavant.

## Administration
La commune se compose de deux quartiers :
- Dolní Loučky
- Střemchoví

## Personnalité
- Antonín Mrkos (1918-1996), astronome tchèque, né à Střemchoví